# Rembrandthuis
Il Rembrandthuis /ˈrɛmbrɑntˌhœʏ̯s/ ("casa di Rembrandt") è un'abitazione situata nella Jodenbreestraat ad Amsterdam in cui Rembrandt van Rijn visse e dipinse per molti anni. Qualche anno fa, la casa è stata completamente ristrutturata al suo interno per mostrare il reale ambiente in cui viveva l'artista. Alla casa è connesso un edificio moderno in cui sono esposte le opere di Rembrandt e una sua collezione di oggetti provenienti da tutto il mondo.
Rembrandt acquistò la casa nel 1639, dove visse finché non andò in bancarotta nel 1656 e fu costretto a mettere all'asta tutti i suoi averi.

## Galleria d'immagini

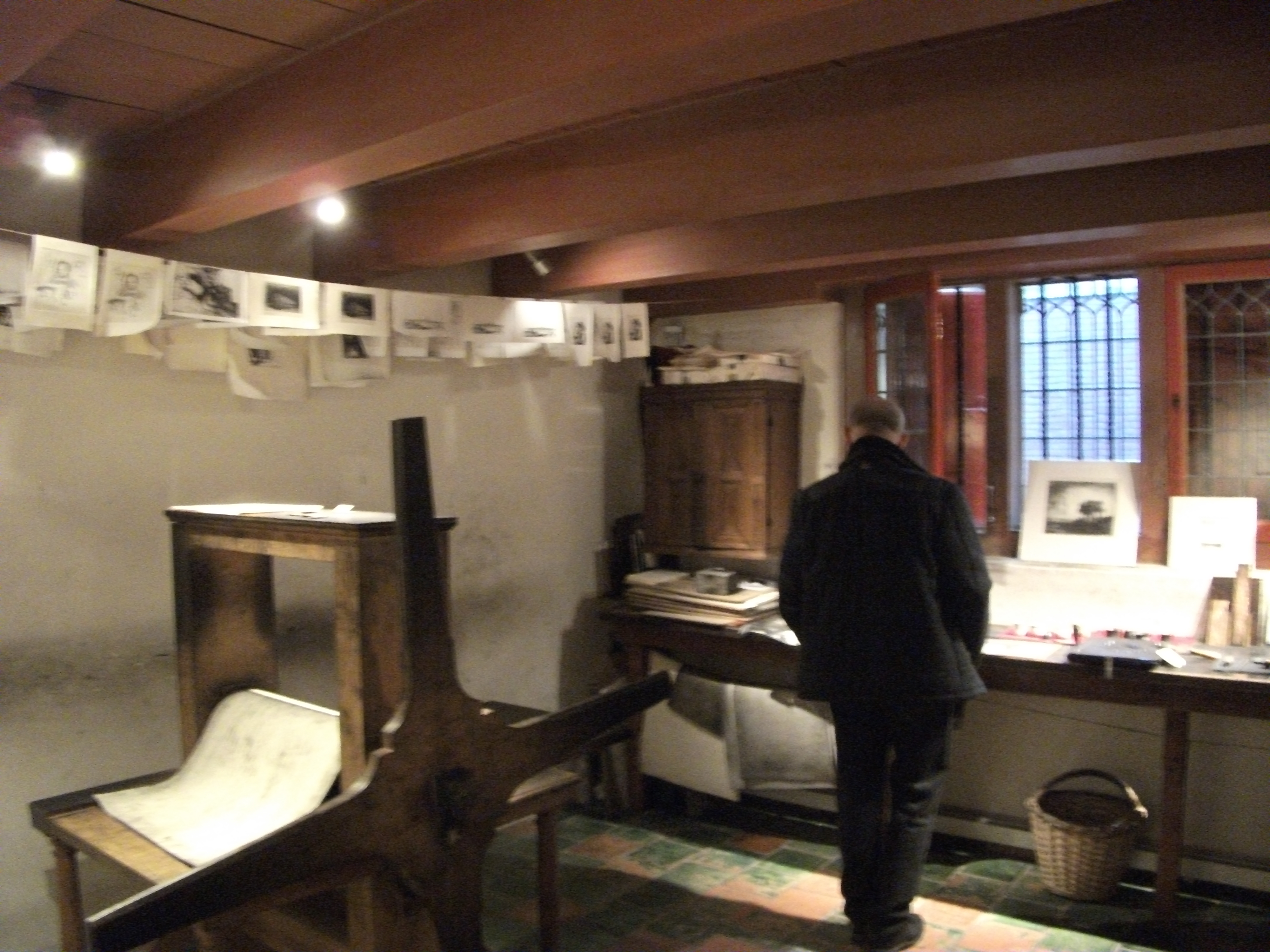
Lo studio di Rembrandt.
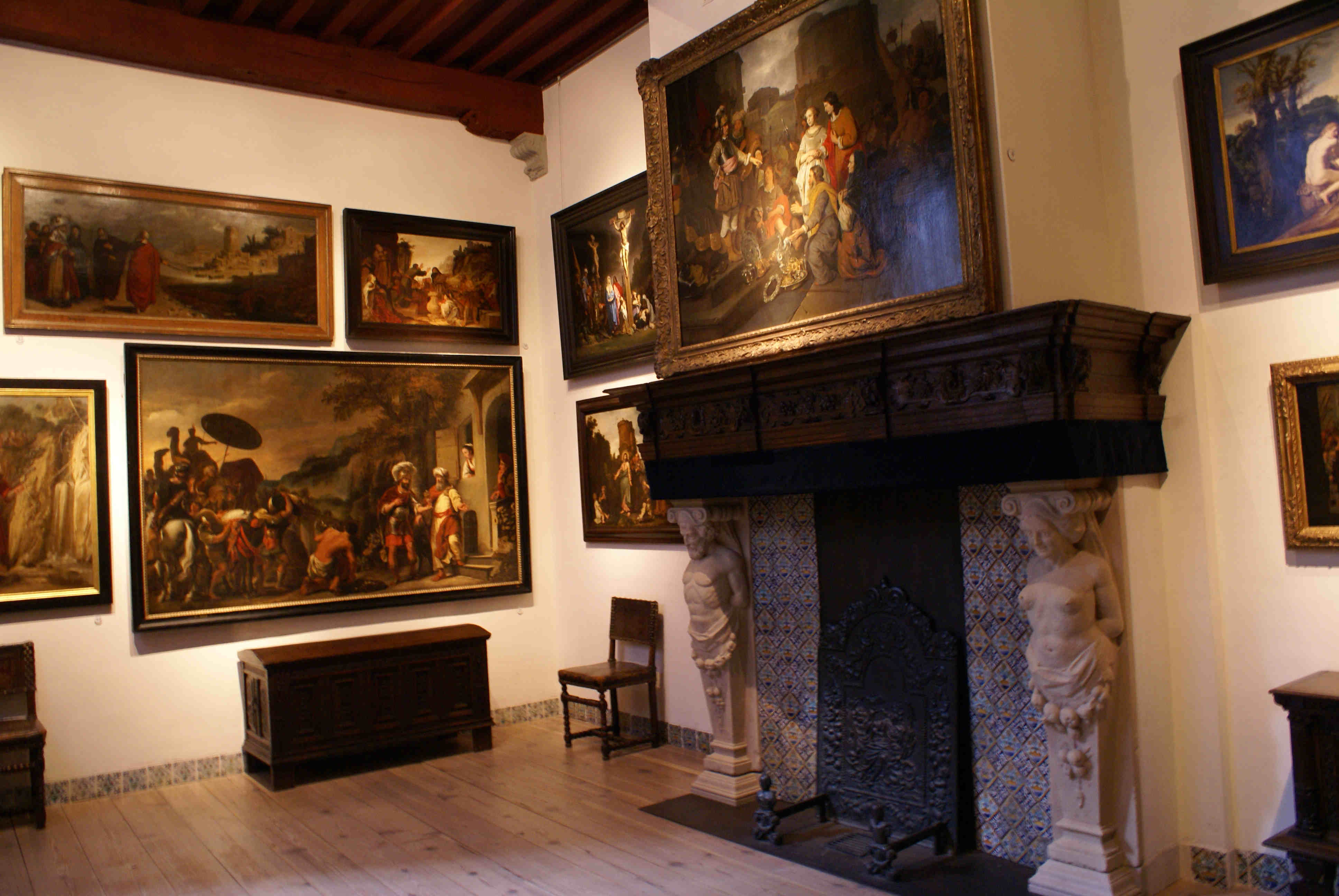
Alcuni dipinti del pittore.
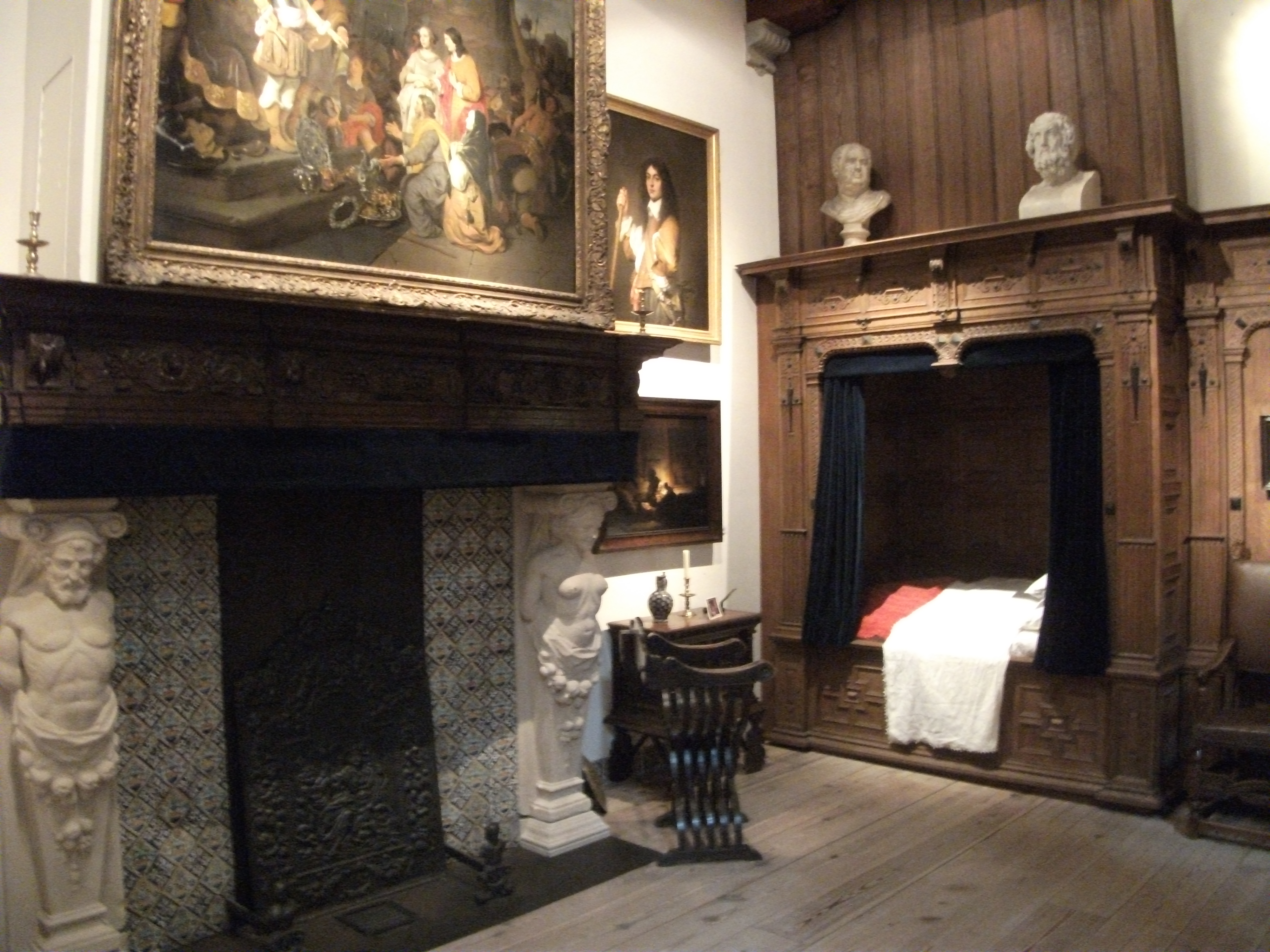
Un'esposizione del museo.
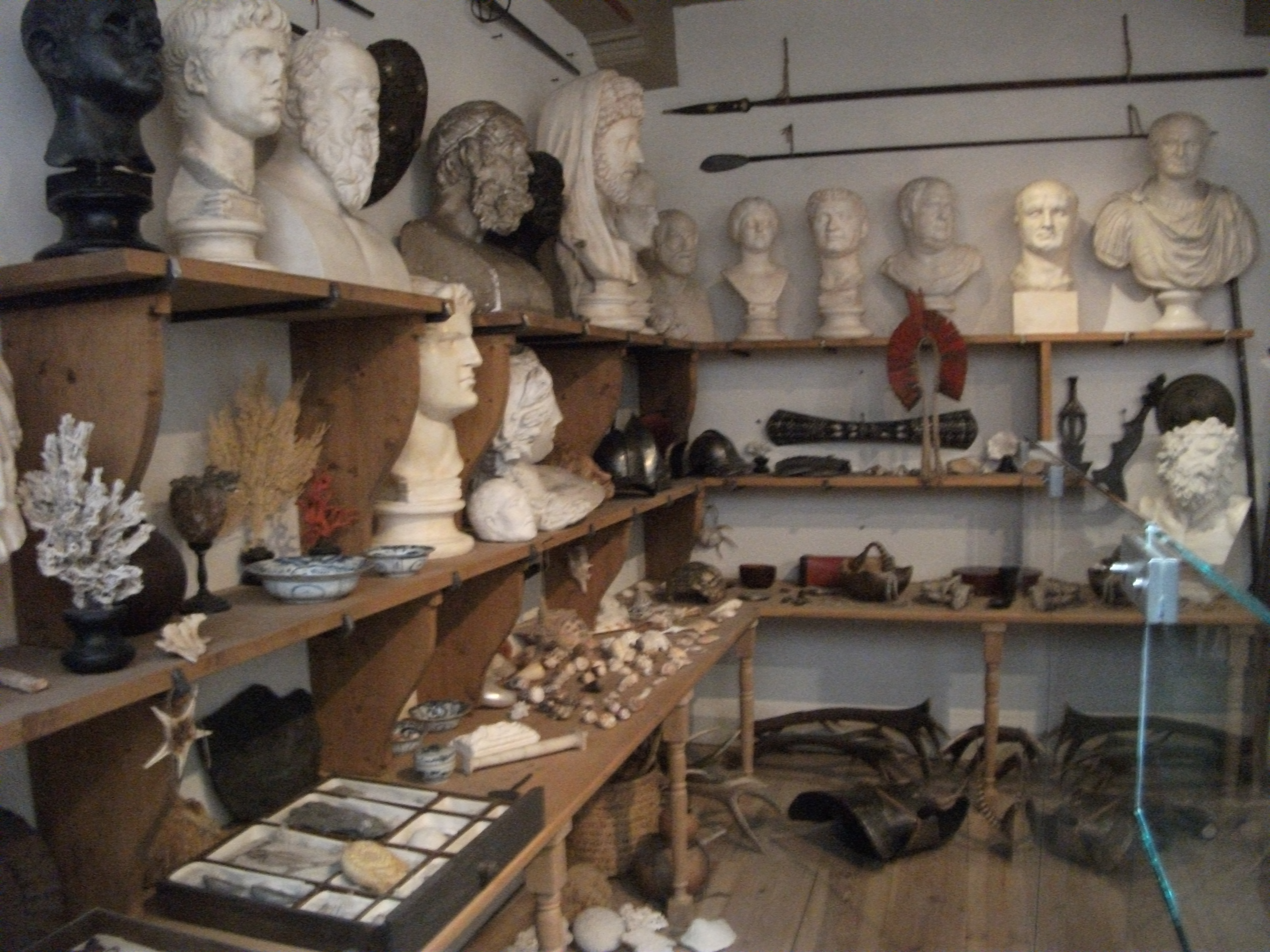
Alcune sculture esposte.